# Luigi Longo
Luigi Longo (Fubine Monferrato, 15 de marzo de 1900-Roma, 16 de octubre de 1980), también conocido como Gallo, fue un político italiano, secretario general del Partido Comunista Italiano de 1964 a 1972. Opositor a la dictadura fascista de Benito Mussolini, participó en la guerra civil española y también en la Segunda Guerra Mundial. También fue el primer extranjero en recibir la Orden de Lenin.

## Biografía

### Inicios
Nació en Fubine Monferrato (provincia de Alessandria, en la región del Piamonte). Como estudiante del Politécnico de Turín, se afilió a las Juventudes Socialistas, participando en todas las actividades de la organización. Pronto se convirtió en un activo colaborador de la corriente marxista del Partido Socialista Italiano (PSI), en torno al periódico L’Ordine Nuovo, dirigido por Antonio Gramsci. En 1921 intervino junto a más de un tercio de los socialistas italianos en la creación del Partido Comunista Italiano (PCI), del que fue desde entonces uno de sus dirigentes más importantes. 
Longo era un ferviente antifascista y, cuando Benito Mussolini estableció el régimen fascista en Italia a partir de 1922, se exilió en Francia. Ese mismo año formó parte de la delegación italiana al IV Congreso de la Internacional Comunista, donde conoció personalmente a Lenin. En 1926 se casó con la activista comunista Teresa Noce, con la que compartiría vida y luchas hasta 1954. Volvería a Moscú en ocasiones posteriores, participando en la comisión política de la Komintern y siendo un leal partidario del estalinismo. En 1934 firmó como delegado del PCI un acuerdo de acción entre los comunistas y el PSI.

### Guerra civil española y Resistencia
Longo tomó parte en la guerra civil española (1936-1939) como comisario político del Batallón Garibaldi en las Brigadas Internacionales, con el seudónimo de Gallo. Después de la derrota de la Segunda República española en 1939 retornó a Francia. 
Tras el estallido de la Segunda Guerra Mundial y de la invasión nazi de Francia, el gobierno colaboracionista de Vichy arrestó e internó a Longo en el campo de concentración de Vernet hasta 1941, cuando fue entregado a los fascistas italianos y encarcelado en Ventotene. Después de la caída de Mussolini el 25 de julio de 1943, fue puesto en libertad. Mussolini recuperó el norte de Italia, fundando la República Social Italiana, mientras Longo tomaba la dirección de las Brigadas Garibaldi, las fuerzas comunistas de la Resistencia Italiana. Más tarde fue comandante del Grupo de Voluntarios por la Libertad, y estrecho colaborador de Ferruccio Parri. En abril de 1945 Longo fue uno de los principales dirigentes de la insurrección antifascista en el norte de Italia, que condujo finalmente a la liberación y al fin de la guerra.

### Política de postguerra

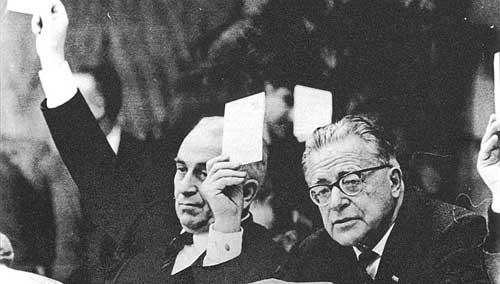
Longo (izquierda) con Palmiro Togliatti (1956).

Al finalizar la guerra, fue elegido miembro del Congreso Nacional y en 1946 diputado a la Asamblea Constituyente. Sería reelegido miembro de la Cámara de los Diputados italiana hasta su retirada de la política. En 1964, tras la muerte de Palmiro Togliatti, le sucedió en la secretaría general del PCI, declarando que él era “un secretario, no un jefe”. Desde este papel continuó la línea programática reformista de Togliatti, conocida como vía italiana al socialismo, enfriando las relaciones entre el PCI y el Partido Comunista de la Unión Soviética (PCUS). En 1968 condenó la invasión soviética de Checoslovaquia y abrió el PCI a los militantes de los movimientos de la nueva izquierda, intelectuales, estudiantes y activistas. 
Longo tuvo como estrecho colaborador a Enrico Berlinguer, y cuando en 1972, debido a su enfermedad, dimitió como secretario general, apoyó la elección de Berlinguer como sucesor. Desde aquel año hasta su muerte, fue Presidente Honorario del PCI. Desde ese puesto, expresó su oposición a la política de solidaridad nacional y compromiso histórico con la Democracia Cristiana llevada a cabo por Berlinguer. 
Falleció en Roma en octubre de 1980.